# 第7飛行隊 (南アフリカ空軍)
第7飛行隊（だい7ひこうたい、7 Squadron SAAF）は、かつて存在した南アフリカ空軍の飛行隊である。1942年1月12日に設立され、1945年に廃止。1951年8月に再設立され、1992年12月に廃止。